# Lord-lieutenant de Kilkenny
Ceci est une liste de personnes qui ont servi comme Lord Lieutenant de Kilkenny. L'office a été créé le 23 août 1831. Les nominations au poste se sont terminées par la création de l'État libre d'Irlande en 1922.
- James Butler, 1er marquis d'Ormonde 7 octobre 1831 – 18 mai 1838
- John Ponsonby, 4e comte de Bessborough novembre 1838 – 16 mai 1847
- William Tighe 25 juin 1847 – 11 juin 1878
- James Butler, 3e marquis d'Ormonde 5 octobre 1878 – 26 octobre 1919
- Hamilton Cuffe, 5e comte de Desart 23 juin 1920 – 1922